# Battaglia di Ojinaga
La battaglia di Ojinaga, conosciuta anche come presa di Ojinaga (Toma de Ojinaga in spagnolo) fu combattuta il 10 gennaio 1914 nell'omonima città messicana e si concluse con la cattura dell'ultima roccaforte ancora in mano all'esercito federale del presidente - generale Victoriano Huerta nel nord del Paese. I generali Toribio Ortega Ramírez e Pánfilo Natera García tentarono da soli di prendere la città, senza successo, ma l'arrivo di Pancho Villa il 10 gennaio con un grande esercito, capovolse la situazione. I cadaveri dei soldati dovettero essere bruciati per prevenire un'epidemia di tifo.

## Retroscena
Dopo essere stato nominato comandante del movimento rivoluzionario nel comune di Chihuahua, Francisco "Pancho" Villa riorganizzò la División del Norte che arrivò a contare più di 5000 uomini tra fanteria, cavalleria e artiglieria insieme ai servizi come la sanità, i trasporti e il cibo.
Per prendere la città di Chihuahua Villa fece pressione sui federali sconfiggendoli in una battaglia. La città finì nel caos e fu saccheggiata dalle truppe di Pascual Orozco, motivo per cui il generale Salvador Mercado ordinò di evacuarla nel novembre 1913; si diresse a Ojinaga, punto di frontiera con gli Stati Uniti, e così Villa occupò Chihuahua l'8 dicembre dello stesso anno. Il generale Mercado si ritirò da Chihuahua per gli interessi degli imprenditori che videro nelle forze federali una sicurezza per i loro soldi contro i costituzionalisti.

## Fatti
Il generale Mercado quando partì per Ojinaga rifiutò di iniziare il combattimento contro i Villisti, prevedendo che se Villa lo avesse inseguito fino alla frontiera sarebbe stato aiutato dagli statunitensi e quindi avrebbe potuto vincere e tornare a Chihuahua.
Inseguito dai generali villisti Toribio Ortega e Maclovio Herrera, Mercado fu attacco a Ojinaga il 10 gennaio del 1914. La battaglia durò diverse ore e i federali resistettero agli assalti dei Villisti. La notte dello stesso giorno Mercado ordinò l'evacuazione della piazza oltre la linea di confine, dove le truppe furono catturate dagli statunitensi. Con la conquista di Ojinaga la fazione costituzionalista riuscì ad assicurarsi la frontiera settentrionale e poté concentrarsi nella guerra all'interno del Paese.

## Personalità coinvolte nella battaglia
- John Reed
- Ambrose Bierce
- John Pershing
- Enrique Creel
- Luis Terrazas